# 薛昭鋆
薛昭鋆（1935年1月—2020年12月18日），女，福建福州人，中华人民共和国政治人物，中华全国总工会原副主席、书记处书记，第九届全国政协委员。

## 生平
1935年1月生于上海。1952年毕业于江西省立赣州中学（现赣州市第一中学）。在校期间任学生会主席，赣州市学联主席。毕业后历任中国新民主主义青年团江西省赣州市委员会（团市委）干事，团市委学校工作部副部长、部长，团市委副书记。1958年调至陕西省，历任西安国营华山机械厂团委宣传部部长、陕西省工交干部学校理论研究室干部。1966年文化大革命初期受到冲击。1973年5月开始在陕西省总工会工作。1981年6月后，历任陕西省总工会副主席、主席。1989年12月，任中华全国总工会书记处书记。1993年10月，任中华全国总工会副主席、书记处书记。2003年12月退休。2020年12月18日在西安逝世。